# Lithobius chikerensis
Lithobius chikerensis är en mångfotingart som beskrevs av Karl Wilhelm Verhoeff 1936. Lithobius chikerensis ingår i släktet Lithobius och familjen stenkrypare. Inga underarter finns listade i Catalogue of Life.